# Noel Edmonds
Noel Ernest Edmonds, född 22 december 1948, är en brittisk TV-producent och programledare i TV. 

## TV-karriär

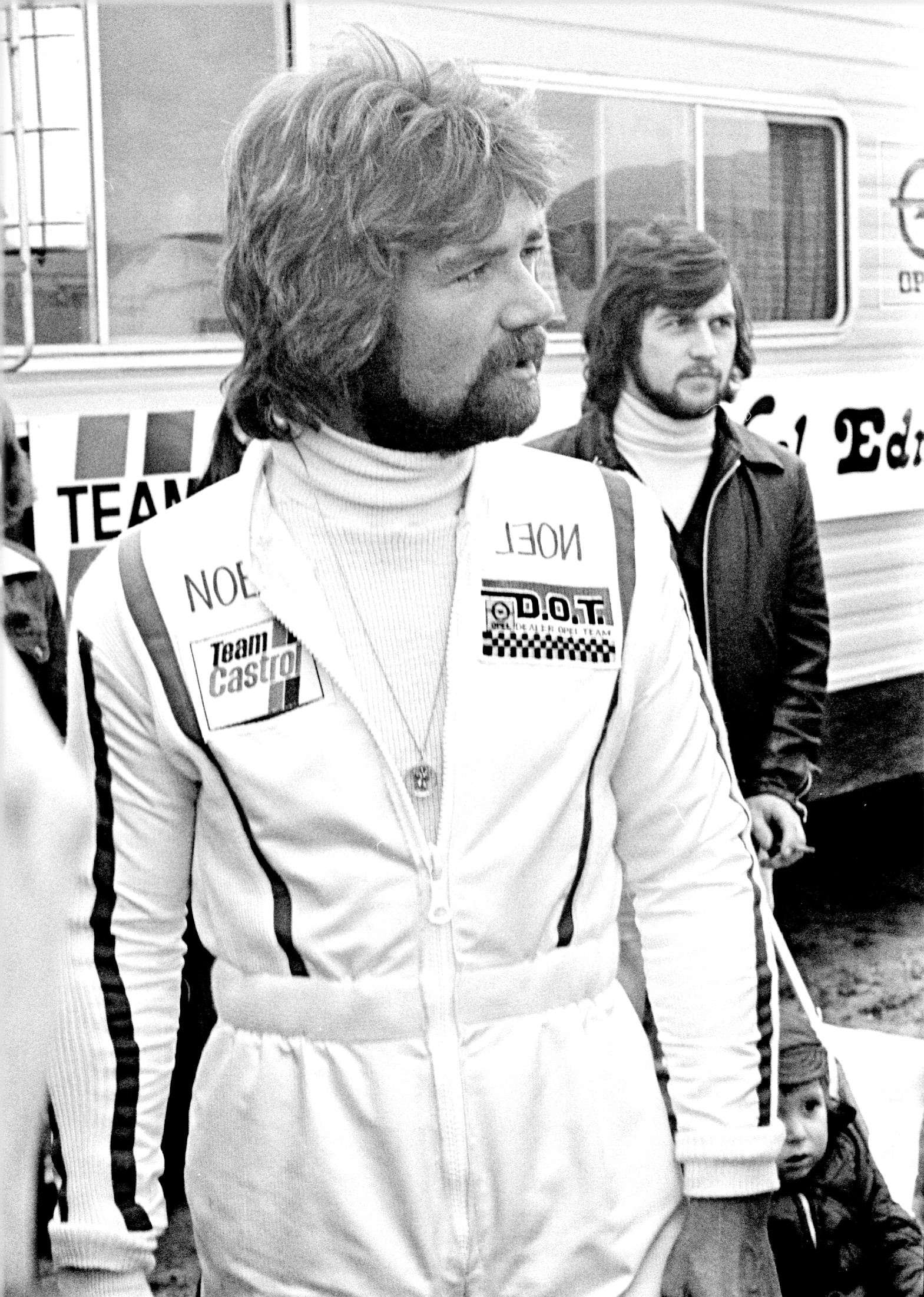
Edmonds i Mallory Park, maj 1976

### The Late, Late Breakfast Show
The Late, Late Breakfast Show var Edmonds första lördagskvällsshow på BBC. Programmet sändes första gången den 4 september 1982 och pågick till 8 november 1986. Ett stående inslag i programmet var ett inslag av uppseendeväckande stunt. Flera incidenter inträffade i programmet under dessa stunt-uppträdanden. Det allvarligaste inträffade den 6 november 1986 då stuntmannen Michael Lush dog i samband med en övning med bungyjump, ett trick som skulle presenteras i showen. Programmet las ner direkt som en följd av denna olycka. 

### Idén att köpa BBC
Den 11 mars 2014 gick Edmonds ut med uppgiften att han tillhörde ett konsortium som hade för avsikt att köpa BBC.

## Politiska åsikter
Edmonds är en uttalad invandringskritiker. 